# Kako sem se jaz likal
Kako sem se jaz likal je avtobiografsko delo Jakoba Alešovca, ki je nastalo leta 1886. Avtor je delu dal podnaslov Povest slovenskega trpina.

## O delu
Kako sem se jaz likal je avtobiografija Alešovca, ki ga je žalostna, nesrečna usoda spremljala vse življenje, saj ga je literarna zgodovina "zatajila". V delu opisuje svojo življenjsko pot.

## Vsebina
V poglavju V šolo avtor pripoveduje o učitelju, ki je ob svojem prihodu v razred molil in učenci so molili za njim. Kaplan jih je učil krščanskega nauka. Učitelj je govoril slovensko slabo, dobro pa je govoril nemško. Jakoba je vprašal, kaj je njegov oče. Odgovoril mu je v nemščini, vendar ni pravilno izgovoril. Učitelj ga je popravil in mu povedal, da naj pove očetu, kako se prav pove. Ko je Jakob prišel domov, je očetu povedal, da nič ne zna, in od takrat naprej je imel učitelj toliko pravic do njega kakor njegovi starši. V šoli je vladala stroga disciplina. Nekega dne, ko je veliko učencev manjkalo, je učitelj povedal, da naj prisotni ostalim povedo, da če ne pridejo v šolo, bodo kaznovani. Jakob je v šolo hodil le zato, da mu ni bilo treba delati in pomagati očetu, drugače pa se ni rad učil, edino krščanski nauk mu je bil zanimiv. Ta situacija pa se je spremenila, ko enkrat pri pouku ni bil pozoren in ni znal odgovoriti na učiteljevo vprašanje. Učitelj mu je povedal, da nič ne zna, da ga je kaplan hvalil, vendar temu ni tako. Povedal mu je tudi, da ga ne bo nikoli več nič vprašal, če ne bo pazljiv. Jakoba je bilo sram pred samim sabo, zato se je odločil, da bo bolj sodeloval pri pouku in da bo priden. Naslednji dan je odšel v šolo brez malice. Med odmorom za kosilo je bil lačen, sošolka Franica, županova hči, mu je obljubila, da bo skočila domov in da mu bo prinesla kos kruha. V tem času pa mu je mati prinesla hrano, da se je nasitil. Franici je povedal, da ne bo več nikoli tepen in okregan, saj bo sedel pri miru in se učil. Jakob se je res poboljšal in od učitelja dobival pohvale. Postal je »obermusteršilar« in zapisoval imena nemirnih učencev na tablo, kar jim je prineslo »štaberl« ali klečanje. Jakob je imel spoštovanje pri vseh, tudi pri deklicah, ker je njegova beseda veljala pri učitelju več od vseh drugih skupaj. Učitelj je ob koncu šolskega leta v zlate in črne bukve zapisoval imena učencev. V zlato so bila zapisana imena pridnih učencev, v črno bukvo pa imena porednih.
V poglavju Začne se nemščina avtor nadaljuje popisovanje iz šolskih klopi. V šoli so se začele priprave za preizkus, zato je učitelj pridržal Jakoba  v šoli in mu povedal, da bo morda on prvi in da se mora za izkušnjo naučiti kaj posebnega, kar bo znal na pamet povedati, nekaj nemškega. Na dan preizkusa so prišli učenci skupaj s starši v šolo.  Učitelj je bil praznično oblečen, prišli so dekan, dva posvetna gospoda, več duhovnikov, župan in kaplan, ki so spremljali in ocenjevali učence. Jakob je preizkus odlično prestal in bil zapisan prvi v zlato knjigo, Franica je bila druga. Jakob je s tem dokazal, da ve vse, kar se je lahko naučil v njihovi (domači farni) šoli. K njim domov je prišel kaplan in vprašal očeta, kaj misli početi s sinom. Kaplan mu je predlagal, da naj ga da naprej v šole. Oče je upošteval kaplanov nasvet, kaplan pa mu je zagotovil vse potrebno. Učitelj je dal Jakobu šolsko spričevalo in mu povedal, da naj se pridno uči, da bo delal čast njihovi šoli. Jakob mu je obljubil, da ga bo ubogal, obljubil mu je tudi, da se bo najprej naučil nemško, da se bosta lahko v počitnicah pogovarjala. Franica je Jakobu pred odhodom povedala, da bo šla v šolo k nunam. Jakob je odšel v Kamnik v šolo k frančiškanom. 

## Vir
- Jakob Alešovec. Kako sem se jaz likal. Povest slovenskega trpina. Ljubljana: Prešernova družba, 1973.
- Miško Kranjec. Beseda o avtorju. V: Kako sem se jaz likal. Povest slovenskega trpina. Ljubljana: Prešernova družba, 1973. 352–354.